# Albrecht Damgaard
Albrecht Damgaard (* 27. Mai 1955 in Nuuk) ist ein grönländischer Musiker und Sportler.

## Leben
Albrecht Damgaard ist das älteste Kind des dänischen Kaufmanns Ernst Damgaard und seiner grönländischen Frau Hansine Titussen. Er hat drei jüngere Brüder und eine Schwester. Er wuchs in Nuuk auf und besuchte dort die Seminariumsschule und die Atuarfik Samuel Kleinschmidt. Er wollte ursprünglich Elektriker werden, kam nach einem Praktikum aber von diesem Wunsch ab und begann nach dem Schulabschluss im Alter von rund 17 Jahren im Laden seines Vaters zu arbeiten. Daraufhin zog er nach Dänemark, wo er die Handelsschule in Ikast besuchte. Da er bereits Arbeitserfahrung hatte, konnte er die Ausbildung in zwei statt vier Jahren abschließen. Anschließend ließ er sich zum Buchhalter weiterausbilden und war damit 1976 fertig.
Er war schon immer sportinteressiert und fuhr schon mit drei Jahren Ski. Mit 17 Jahren wurde Vierter bei der grönländischen Skislalommeisterschaft. Bereits mit zwölf Jahren hatte er angefangen Badminton zu spielen und wurde 1972 Zweiter bei der grönländischen Badmintonmeisterschaft. In Ikast spielte er in der zweiten Mannschaft des Ikaster Badmintonvereins und konnte einen Titel bei den westjütischen Meisterschaften gewinnen. Zwischen 1980 und 2000 errang er später 23 grönländische Meisterschaftstitel, insgesamt waren es über 30. Mit rund 20 Jahren begann er auch Fußball zu spielen und wechselte zwischen den beiden Lokalrivalen B-67 Nuuk und NÛK. Mit letzterem gewann er viermal die grönländische Fußballmeisterschaft. In Ikast begann er auch Taekwondo zu betreiben und gründete nach seiner Rückkehr gemeinsam mit Gerhardt Petersen und Rafael Nielsen in Nuuk den ersten grönländischen Taekwondo-Verein. Er war auch der erste Grönländer, der den Schwarzen Gürtel erhielt. Nach Ende seiner aktiven Sportkarriere wurde er Badmintontrainer.
Während seines Aufenthalts in Ikast hatte er 1974 Anni Olesen kennengelernt, mit der er unter anderem auch Badminton spielte. 1976 zogen beide gemeinsam nach Grönland, wo sie später auch mehrere Badmintonmeisterschaften gewann. Das Paar bekam 1979 eine Tochter und 1987 einen Sohn. Albrecht Damgaard arbeitete nach seiner Rückkehr als Buchhalter in einem Restaurant und wechselte nach dessen Konkurs 1977 zu Grønlands Skibs- og Entreprenørsværksted (GSE). 1979 kaufte er einen Anteil des Unternehmens.
Anfang der 1970er Jahre hatte er gemeinsam mit Erik Heilmann und dem damaligen Buchhalter im Laden seines Vaters, Hans Pavia Egede, eine Musikanlage gekauft. Hans Pavia Egede sollte Schlagzeug spielen, Erik Heilmann Bass und Albrecht Damgaard Gitarre, aber es stellte sich heraus, dass ihnen das Talent fehlte. Später versuchte er es noch einmal und gründete die Damgaard Band gemeinsam mit Thorvald Holm, Jonas Andreasen, Jens Kreutzmann und seinem Taekwondo-Kollegen Rafael Nielsen. Die Gruppe spielte vor allem Lieder von Status Quo und Nazareth auf lokalen Veranstaltungen. Die Besetzung der Band änderte sich später, als man Musiker aus der Gruppe Paatit übernahm. Motiviert von den Erfolgen Per Berthelsens begann er schließlich selbst Lieder zu schreiben und hatte 1979 mit Qimappagit („Ich habe dich verlassen“) Erfolg. 1981 nahm er eine Studioversion auf. 1982 und 1986 veröffentlichte er seine ersten beiden Alben. Seine Band änderte i den 1980er Jahren ihren Namen zu Qarsoq. Zwischen den 1990er Jahren und 2001 veröffentlichte er drei weitere Alben. 2002 erhielt er den Ehrenpreis der Koda Awards.